# Keyke mahboobe man
Keyke mahboobe man (Engels: My Favourite Cake) is een Iraans-Frans-Zweeds-Duitse film uit 2024, geregisseerd en geschreven door Behtash Sanaeeha en Maryam Moqadam.

## Verhaal
De 70-jarige Mahin woont alleen in Teheran sinds haar man stierf en haar dochter naar Europa vertrok. Op een middag na een theevisite met vrienden doorbreekt ze haar eenzame routine en besluit ze haar liefdesleven nieuw leven in te blazen. Terwijl Mahin zich openstelt voor een nieuwe romance, evolueert wat begint als een onverwachte ontmoeting al snel tot een onvoorspelbare, onvergetelijke avond.

## Rolverdeling
| Acteur          | Personage |
| --------------- | --------- |
| Lily Farhadpour | Mahin     |
| Esmail Mehrabi  | Esmail    |

## Productie
De derde speelfilm van het Iraanse schrijvers-regisseursduo Maryam Moghaddam en Behtash Sanaeeha is een coproductie van FilmSazan Javan (Iran), Caractères Productions (Frankrijk), HOBAB (Zweden) en Watchmen Productions (Duitsland). De film kreeg steun van het Swedish Film Institute, Sveriges Television, New Dawn, ZDF/ARTE, Medienboard Berlin-Brandenburg, de CNC's Aide aux cinemas du monde, het Institut Français, de regio Île-de-France en Eurimages. De film werd ook ondersteund door het World Cinema Fund, dat in 2004 werd gelanceerd op initiatief van de Federal Cultural Foundation en de Berlinale en is een van de twaalf films die zijn uitgenodigd voor de Berlinale.
Kort nadat Keyke mahboobe man was geselecteerd voor de hoofdcompetitie, mochten de Iraanse filmmakers Behtash Sanaeeha en Maryam Moqadam het land niet verlaten om het festival bij te wonen. Hun paspoorten werden in beslag genomen en zij zullen een rechtszaak moeten ondergaan in verband met hun werk als kunstenaars en filmmakers. Het besluit van de Iraanse regering stuitte opnieuw op internationale protesten.

## Release
Keyke mahboobe man ging op 16 februari 2024 in première op het Internationaal filmfestival van Berlijn in de competitie voor de Gouden Beer.

## Prijzen en nominaties
De belangrijkste:
| Jaar | Prijs                                   | Categorie   | Genomineerde(n)                    | Uitslag     |
| ---- | --------------------------------------- | ----------- | ---------------------------------- | ----------- |
| 2024 | Internationaal filmfestival van Berlijn | Gouden Beer | Behtash Sanaeeha en Maryam Moqadam | Genomineerd |